# Der Papagei (1992)
Der Papagei ist eine deutsche TV-Politsatire aus dem Jahr 1992, produziert für den Bayerischen Rundfunk und den ORF. Hauptdarsteller ist der Schauspieler und Entertainer Harald Juhnke, hier einmal nicht als Komiker, sondern in einer Charakterrolle.

## Handlung
Dieter „Did“ Stricker hat sich sein Leben lang als Schauspieler, Sänger und Synchronsprecher durchgeschlagen. Von seiner Frau Wilma rausgeschmissen und sich als Straßenverkäufer über Wasser haltend, ist er wieder völlig pleite, was er nach außen zu verdecken versucht. Da sieht er mit Rainer einen alten Bekannten wieder, einen Werbefachmann und erfolglosen Hotelier, der ihm eine lukrative Beschäftigung in Aussicht stellt. Rainer ist gerade Wahlkampfmanager der rechtsradikalen Partei „Nationalsoziale Deutsche Union“ (NSDU) für die bayerische Landtagswahl, der ein überzeugendes Gesicht fehlt. Rainer überzeugt die Parteispitze um den Notar Egon Fuchsmühl, Stricker pro forma zum Spitzenkandidaten zu ernennen. Er als ausgebildeter Redner soll die von der Partei gelieferten Texte überzeugend unter das Wahlvolk bringen und nach der Wahl wieder verschwinden.
Stricker hat durchschlagenden Erfolg. Er bringt die Säle mit einer Mischung aus populistischen Thesen, flachen Witzen und Selbstironie zum Toben. Dieser Stil missfällt den bürgerlich-biederen Parteioberen, doch die Umfragewerte steigen, und mit der plötzlichen Popularität kehrt auch Strickers Selbstbewusstsein zurück, der eine Affäre mit der jungen Kellnerin Helga anfängt. Allmählich beginnt sich die Presse für Stricker zu interessieren und findet heraus, dass der angebliche Witwer Stricker in Wahrheit verheiratet ist und von seiner Frau wegen Trunksucht vor die Tür gesetzt wurde. Empört wirft Fuchsmühl Stricker und Rainer raus. Doch Dieter Stricker ist mittlerweile zu wichtig für die Partei geworden, so dass sie ihn zurückholen will; Stricker will jedoch mit der „braunen Scheiße“ nichts mehr zu tun haben.
Rainer gelingt eine Versöhnung Dieters mit Wilma, und Dieter erklärt sich bereit, für die NSDU weiterzumachen – allerdings mit dem Vorsatz, so viel wie möglich über die Partei herauszufinden und an die Journalistin Apfelbaum weiterzugeben, die sich vorher bei ihm gemeldet hatte. In der Tat gibt es einiges herauszufinden, denn die NSDU wird illegal durch den Fleischindustriellen Schlemmer und dubiose amerikanische Quellen finanziert. Apfelbaum will jedoch Beweise. Nach mehreren Versuchen gelingt es Stricker, kurz vor der Wahl gewaltsam an den Inhalt von Fuchsmühls Geheimkoffer zu kommen. Bei der Übergabe der Dokumente an Apfelbaum stellt sich heraus, dass diese von Rainer auf ihn angesetzt wurde. Stricker unterschreibt eine Rücktrittserklärung aus gesundheitlichen Gründen.
Bei der Wahl zieht die NSDU ins Parlament ein und erklärt Strickers Rücktritt. Dieser zieht sich aufs Land zurück.

## Rezeption

### Auszeichnungen
Harald Juhnke erhielt für seine Rolle in Der Papagei den Bayerischen Fernsehpreis 1993 in der Kategorie „Bester Darsteller“.
Die Deutsche Film- und Medienbewertung FBW in Wiesbaden verlieh dem Film das Prädikat wertvoll.

## Kritiken
„Harald Juhnke brilliert in einer zügig inszenierten Farce, die jedoch Mühe hat, in ihrer politischen Argumentation sicheren Boden unter die Füße zu bekommen.“